# بزرگی موج سطحی
بزرگی موج سطحی (Ms) یکی از مقیاس‌های بزرگی است که در لرزه‌شناسی برای نشان‌دادن اندازه یک زمین‌لرزه بکار می‌رود. برای تعیین بزرگی یک زلزله می‌توان از گونه‌های مختلف موجهای لرزه‌ای سود جست. در این مقیاس از امواج سطحی ریلی که بیشتر در طول لایه‌های بالایی زمین حرکت می‌کنند، استفاده می‌شود. این مقیاس هم‌اکنون در چین به عنوان استاندارد ملی (GB 17740-1999) برای دسته‌بندی زمین‌لرزه‌ها بکار می‌رود.
بزرگی امواج سطحی درآغاز در دهه ۱۹۵۰ میلادی توسط همان پژوهشگرانی که مقیاس محلی بزرگی ML را ایجاد کرده‌بودند، به منظور بهبود در وضوح بزرگی زمین‌لرزه‌های بزرگ به‌وجود آمد:
ایجاد موفقیت‌آمیز مقیاس محلی بزرگی، گوتنبرگ و ریشتر را به توسعه دیگر مقایسه‌ای بزرگی برپایه مشاهدات دورلرز* زمین‌لرزه‌ها برانگیخت. دو مقیاس ایجاد شد، یکی برپایهٔ موجهای سطحی Ms و دیگری برمبنای موج‌های حجمی mb.

موجهای سطحی‌ای که دوره‌ای* نزدیک به ۲۰ ثانیه دارند معمولاً بیشترین دامنه‌ها را در لرزه‌نگارهای استاندارد درازدوره* ایجاد می‌کنند، بنابراین دامنه این موجها در همان معادله ML استفاده شد تا Ms بدست‌آید.— William L. Ellsworth، The San Andreas Fault System, California (USGS Professional Paper 1515), 1990-1991
بزرگیهای ثبت شده در آن دوره تاریخی که معمولاً به ریشتر نسبت داده می‌شد، می‌تواند ML یا Ms باشد.

## تعریف
فرمول محاسبهٔ بزرگی موج سطحی به صورت زیر است:*
{\displaystyle M=\log _{10}({\frac {A}{T}})_{\text{max}}+\sigma (\Delta )}
که در آن A بیشینهٔ جابجایی ذره در موجهای سطحی (مجموع برداری دو جابجایی افقی) به μm; T دوره تناوب مربوط، به ثانیه؛ Δ فاصله رومرکزی به ° و
{\displaystyle \sigma (\Delta )=1.66\cdot \log _{10}(\Delta )+3.5}.
بر طبق GB 17740-1999، دو جابجایی افقی باید هم‌زمان یا در ۱/۸ یک دوره اندازه‌گیری شوند؛ و اگر دو جابجایی دوره‌های متفاوت داشته باشند، باید مجموع وزنی مورد استفاده قرار گیرد:
{\displaystyle T={\frac {T_{N}A_{N}+T_{E}A_{E}}{A_{N}+A_{E}}}}
که در آن AN جابجایی شمالی-جنوبی، AE جابجایی خاوری-باختری (هر دو به μm) و TN دوره مربوط به AN به ثانیه و TE دوره مربوط به AE است به ثانیه.
ولادیمیر توبیاش و رینهارد میتاگ رابطه مقیاس محلی بزرگی ML و مقیاس موج سطحی را به صورت زیر پیشنهاد دادند:
{\displaystyle M_{s}=-3.2+1.45M_{L}}
دیگر فرمولها شامل سه فرمول بازبینی‌شده می‌شود که توسط CHEN Junjie و همکاران پیشنهاد شده‌است:
{\displaystyle M_{s}=\log _{10}({\frac {A_{max}}{T}})+1.54\cdot \log _{10}(\Delta )+3.53}
{\displaystyle M_{s}=\log _{10}({\frac {A_{max}}{T}})+1.73\cdot \log _{10}(\Delta )+3.27}
و
{\displaystyle M_{s}=\log _{10}({\frac {A_{max}}{T}})-6.2\cdot \log _{10}(\Delta )+20.6}